# Alemannia Gelsenkirchen
Alemannia Gelsenkirchen war ein Sportverein aus dem Gelsenkirchener Stadtteil Ückendorf. Die erste Fußballmannschaft spielte sechs Jahre in der Gauliga Westfalen.

## Geschichte
Der Verein entstand am 13. Mai 1911 durch die Fusion von Viktoria Gelsenkirchen und SuS Leithe zum SV Rheinelbe Gelsenkirchen. Später nahm der Club den Namen SV Alemannia an. Am 5. April 1934 fusionierte die Alemannia mit Blau-Weiß Gelsenguß Gelsenkirchen zum SC Alemannia-Gelsenguß Gelsenkirchen. Daraus wurde 1937 die BSG Gelsenguß Gelsenkirchen und 1942 schließlich der SV Alemannia Gelsenkirchen.
Sportlich gelang der BSG Gelsenguß im Jahre 1939 der Aufstieg in die Gauliga Westfalen. Die Aufstiegsrunde schloss die Mannschaft punktgleich mit den Sportfreunden Siegen und dem MBV Linden 05 ab. Gelsenguß stieg durch den besten Torquotienten auf. Die Aufstiegssaison schloss die Mannschaft als Sechster ab. Unter anderem gelang ein 10:1-Sieg über Preußen Münster, während man gegen den VfL Bochum mit 1:8 verlor. Im Tschammerpokal 1940 schied die Alemannia in der zweiten Runden mit 2:9 bei den Stuttgarter Kickers aus.
In der Saison 1940/41 wurde Gelsenguß Vizemeister mit 14 Punkten Rückstand auf den Meister FC Schalke 04. Bis zum Ende des Zweiten Weltkriegs blieb die mittlerweile Alemannia genannte Mannschaft in der Gauliga, ohne an die vorangegangenen Erfolge anknüpfen zu können. 1947 verpasste die Alemannia die Qualifikation für die neu geschaffene Oberliga West. Zwei Jahre später verlor die Mannschaft zwar das Entscheidungsspiel um die Meisterschaft der Landesligastaffel 2 gegen die SpVgg Herten mit 2:3 nach Verlängerung, war damit aber für die neu geschaffene II. Division West qualifiziert und wurde in der Debütsaison 1949/50 Zehnter. Aus finanziellen Gründen fusionierte die Alemannia am 30. Juni 1950 mit dem Lokalrivalen Union Gelsenkirchen zu Eintracht Gelsenkirchen.